# 3879 Machar
3879 Machar eller 1983 QA är en asteroid i huvudbältet som upptäcktes den 16 augusti 1983 av den tjeckiske astronomen Zdeňka Vávrová vid Kleť-observatoriet. Den är uppkallad efter den tjeckiske poeten Josef Svatopluk Machar.
Asteroiden har en diameter på ungefär 5 kilometer.